# Interpolazione (musica)
Con il termine interpolazione (dal latino interpolatio, a sua volta da interpolare: rimettere a nuovo abiti usurati, mutare forma o connotati) in musicologia si definisce nel contesto di una frase o di un periodo musicale come "materiale non pertinente inserito tra due funzioni logicamente successive".
Nella musica dodecafonica e nella musica seriale si parla invece di "interpolazione" quando si inserisce un intervallo o un segmento che ha origine da un'altra serie o si comporta diversamente dalla serie corrente.

## Musica sacra e opera
Nella musica liturgica, l'interpolazione può essere caratterizzata dall'ampliamento e l'ornamento di una delle parti fisse o mutevoli della Messa, oppure dall'inserimento di canti o canzoni indipendenti, che fungono da guida alle parti date o divengono la loro conclusione. Soprattutto durante il periodo medievale, era permesso, in particolare modo nell'Introito e nel Kyrie eleison, ampliare una formula liturgica interpolando un "farse" (dal latino medievale "farsa") spesso chiamata anche "tropo". Tale tropo potrebbe consistere in una frase esplicativa o in un verso, solitamente espresso nella forma di un'aggiunta o di una parafrasi, anche in lingua volgare.
Allo stesso modo, l'interpolazione e la sostituzione sono stati comunemente utilizzati anche nella rappresentazione operistica soprattutto nella metà del XIX secolo, con l'aggiunta di arie provenienti da altri ambiti inserite nella messa in scena di un'opera al fine di dare a un cantante di spicco l'opportunità di presentare uno dei suoi pezzi di bravura o per incontrare il gusto del pubblico inserendo pezzi particolarmente popolari.
Espressioni della tecnica dell'interpolazione dal XX° secolo in poi, si concretizzarono come bruschi cambiamento di elementi musicali, con la (quasi immediata) ripresa del tema o dell'idea principale. I brani di questo periodo spesso citati come interpolati, sono Music for Brass Quintet di Gunther Schuller e Threnody to the Victims of Hiroshima di Krzysztof Penderecki.

## Musica popolare
In modo analogo a quello delle interpolazioni trofiche della musica sacra, si parla anche di interpolazioni nei contesti musicali popolari o nella popular music, ogni volta che gli ornamenti onomatopeici o le sequenze sonore non significative sono caratterizzate come inserti nei testi reali. Nel blues, nel jazz e nella musica pop, il termine interpolazione viene utilizzato anche per gli inserti che hanno il carattere di una citazione melodica e possibilmente anche di testo dal proprio o da altro repertorio. Un esempio può essere quello dei Beatles che interpolano "La Marseillaise", tra le altre quattro interpolazioni nella canzone "All You Need Is Love".
Un genere in cui l'interpolazione (così come il sampler) è molto diffuso è hip hop; un esempio di spicco è Pastime Paradise di Stevie Wonder interpolato nella hit di Coolio, Gangsta's Paradise.